# Readymades (Album)
Readymades ist das neunte Studioalbum der Anarcho-Rock-Gruppe Chumbawamba. Es ist der zweite (vergebliche) Versuch, an den Erfolg des Multi-Platin-Albums Tubthumper anzuknüpfen. Die Basis des Albums bilden dabei Folksongs und die verstärkt angewendete kreative Methode ist das Sampling.

## Entstehungsgeschichte
Mobys Play-Album mit seinen traditionellen Gospel- und Blues-Samples inspirierte die Musiker, sich in ähnlicher Weise beim britischen Folk zu bedienen. Mit den Stilmitteln des House arbeitete man sowieso schon. Der Flair der nordenglischen Arbeiterstädte, der Beatles, des Punk-Rocks und der Widerstandslieder sollte in Readymades eingefangen werden. Dank der Experimentierfreude und neuer Vielfalt innerhalb der Folk-Szene, aber auch dank der Bewahrung der kämpferischen Note fand das Projekt Anklang und konnte durchgeführt werden.
Im Jahre 2001 wurde bis in den Januar 2002 hinein immer mal wieder an den Stücken gebastelt. Der Albumtitel Readymades leitet sich von dem gleichnamigen Begriff, der „gefundene Kunst“ bezeichnet, her. Hier ist die „gefundene Kunst“ der aufgeschnappte Folksong, um den herum ein neuer Song gestaltet wurde. Der oft gebuchte – auch bei WYSIWYG – Geoff Pesche unterzog die in den Shabby Road Studios in Bradford getätigten Aufnahmen noch einer technischen Verfeinerung in The Townhouse.
Das selbstbetriebene Label Agit-Prop Records war Mitte der 1990er-Jahre aufgegeben worden, weil es einen immensen Arbeitsaufwand erforderte. Die Wahl eines Indie-Label erwies sich als Fehlentscheidung, weil es die freie Entfaltung der Band behinderte. Der Übergang zu einem Major-Label, EMI, das die geforderten Freiheiten gewährte, funktionierte nur solange die Plattenverkäufe florierten. Bei Readymades war man wieder zum Ausgangspunkt zurückgekehrt, der da Selbstverlag heißt. So erschien das Album beim neugegründeten Mutt Records-Label mit der Katalognummer „Mutt CD001“ am 26. August 2002. Der Übersee-Partner Universal Republic war damit bereits am 18. Juni an die Öffentlichkeit getreten. Home With Me wurde am 14. Oktober ausgekoppelt und auch Jacob’s Ladder erschien als Single (9. Dezember), jedoch mit aktualisiertem Anti-Irakkriegs-Text. Diese Version wurde bei Album-Nachpressungen als 14. Titel angehängt.
In der Eigenwerbung heißt es: „Dies hat wenig Ähnlichkeit mit allem, was sie [Chumbawamba] bisher produziert haben […]. Readymades ist ein Album vollgepackt mit Samples aus der Welt der englischen Folk-Music der Vergangenheit und der Gegenwart, Killer-Melodien und Breakbeats. Es ist ein Album voller Harmonie, voller Historie und voller Leidenschaft.“

## Titelliste
| #  | Titel                                                  | Länge | Credits | Textbedeutung |
| -- | ------------------------------------------------------ | ----- | --- | --- |
| 1  | Salt Fare, North Sea                                   | 4:29  | Die Titelzeile ist ein Sample von Lal Waterson & Olly Knight (aus Some Old Salty). | Meutereien von Spithead und Nore 1797 für bessere Arbeitsbedingungen und Bezahlung für Matrosen. |
| 2  | Jacob’s Ladder                                         | 3:23  | Eine Textzeile ist ein Sample von Harry Cox (aus The Pretty Ploughboy). Die Gitarren-Spur stammt von Davey Graham (aus Anji), der als Co-Autor des Liedes angegeben ist.                     | Unnötiger Tod von Seeleuten aus kriegstaktischen Gründen oder Vertuschungsabsicht. Historisch: Churchill im Zweiten Weltkrieg; aktuell: Putin im Fall des Kursk-Untergangs.                                |
| 3  | All in Vain                                            | 4:16  | Eine Textzeile (quasi die Titelzeile) singt Janet Russell. | Die Spekulationen um den Mord an der TV-Moderatorin Jill Dando wurden zum Medienereignis, während der rassistisch motivierte Mord an Ricky Reel zwei Jahre vorher keinen Widerhall in den Medien fand.     |
| 4  | Home with Me                                           | 3:57  | Für das ursprünglich vorgesehene Sample erhielt Chumbawamba keine Freigabe, sodass eine eigene Passage eingesetzt wurde.                                                                     | Erinnerungsfragmente (bestimmte Momente) an verschiedene Orte der Erde. |
| 5  | If It Is to Be, It Is Up to Me                         | 4:42  | Eine von Coope Boyes & Simpson gesungene und hier gesamplete Textzeile stammt aus einem Gedicht von Jock Purdon, der als „The miners poet“ bekannt geworden war.                             | Panische Flucht des Königs beim Bauernaufstand von 1381. |
| 6  | Don’t Try This at Home                                 | 4:02  | keine | Revolutionen breiten sich rasch aus – die große Chance, die sich immer wieder auftut, von der Französischen Revolution bis heute.                                                                          |
| 7  | Song for Len Shackleton                                | 3:37  | Beinhaltet Gesangs-Samples von Belle Stewart. | Len Shackleton, genannt „Clown Prince of Soccer“, ist eine englische Fußballlegende. Der Individualist war im Aufgebot des Nationalteams unerwünscht.                                                      |
| 8  | Without Reason or Rhyme (The Killing of Harry Stanley) | 3:45  | Die ironische Einleitung spricht der Comedian Jeremy Hardy. Im eigentlichen Lied wurde ein Joe-Heany-Sample verwendet. Janet Russells Textzeile aus All in Vain wurde auch hier verarbeitet. | Polizei-Brutalität. Anlass gab der authentische Fall eines Opfers von Polizisten mit „locker sitzender Waffe“.                                                                                             |
| 9  | Don’t Pass Go                                          | 4:19  | Noch einmal ein Sample des seit den 90er-Jahren aktiven Folk-Trios Coope Boyes & Simpson. | Der Fall Satpal Ram aus dem Jahr 1986: Er übte Notwehr bei einem rassistischen Angriff aus, wobei er den Angreifer tötete. Er blieb auch nach Ablauf des Strafmaßes inhaftiert, weil er keine Reue zeigte. |
| 10 | One Way or the Other                                   | 4:03  | Die Zeile „Peace won’t come by words alone“ stammt aus Prisoner 562 von Dick Gaughan. | Eine Hymne für eine Selbsthilfegruppe mit unorthodoxen Methoden der 20er/30er-Jahre. |
| 11 | When I’m Bad                                           | 4:22  | Dieselben Credits wie bei If It Is to Be, It Is Up to Me. Zusätzliche für Sally Riozzi (Gesang).                                                                                             | Der Lebenssinn besteht nicht im Dienen, sondern im Vergnügen. Man soll sich nicht brechen lassen. |
| 12 | Sewing Up Crap                                         | 3:46  | Für den Gesang zeichnen Abi Riozzi und Michelle Plum (fälschlich Plumb geschrieben) verantwortlich.                                                                                          | Die Fortsetzung der Kinderarbeit im modernen Kapitalismus. Ein altes englisches Kinderlied über die Härte der Kinderarbeit beschließt den Song.                                                            |
| 13 | After Shelley                                          | 4:31  | Für das Sample und als Co-Autorin erhielt Kate Rusby Credits. In den Text wurde die fünfte Strophe des Gedichts „Men of England“ von Percy Bysshe Shelley eingearbeitet.                     | 1845 wurden trotz Hungersnot Lebensmittel aus Irland nach England exportiert. Auch heute sterben viele Kinder, weil wirtschaftliche Interessen vorgehen.                                                   |

Re-Release (zusammen mit einer DVD), 2003:
| 14 | Jacob’s Ladder (Not in My Name) | 2:53 | wie #2 | Angehängte Single-Version, die mit Anti-Irakkriegs-Text erschienen war. |

CD mit Bonus-CD (nur für den brasilianischen Markt), 2002:
| CD2 | Salt Fare, North Sea (6 Remixe) | ? | Die Remixe tragen die Klammerzusätze: (Aural Mix), (Club Mix), (Frankie B. Spacemix), (Neon Underhouse Mix), (Profondement Mix), (Traktor Mix). | Neben den 14 Aufnahmen des Re-Releases enthält diese Ausgabe eine Bonus-CD mit sechs Remixen. |

## Gastmusiker
Neil Ferguson, bei Tubthumper selbst noch Gast-Bassist, gehört seit dem Vorgänger-Album WYSIWYG zur festen Besetzung. Teekistenbass-Untermalungen steuerte Richard Mutt bei. An der akustischen Gitarre taucht Marcel Duchamp, der Erfinder der Readymade-Kunst, auf, allerdings unter seinem Pseudonym Rrose Selavy. Simon Pugsley an der Posaune und Toby Greenwood am Saxofon ergänzen Jude Abbott an ihrer Trompete. Die gelegentlichen Scratching-Einsprengsel besorgte James Reiss. Ferner sind die Stimmen von Michelle Plum, Abi Riozzi, Sally Riozzi und Janet Russell zu hören.

## Artwork
Das Frontcover-Motiv geht auf den Erfinder der politischen Fotomontage, John Heartfield, zurück. Sein Selbstporträt von 1920 hatte der Plakatkünstler Alan Gerard Fletcher für seine Arbeit I Have Nothing to Say and I’m Saying It verwendet, wobei die Abbildung Heartfields wie bei einer Xerokopie und damit verbundenem Qualitätsverlust angedunkelt ist. Fletcher legte dem fäusteballenden und ausrufenden Heartfield die genannten Worte in beziehungsweise vor den Mund. Der Hintergrund ist bei Fletcher grellgelb. Chumbawamba (alias Baader-Meinhof) änderte nur die Hintergrundfarbe in Blassrosa und die den Mund verlassende Botschaft in den Albumtitel Readymades. Lediglich auf der Rückseite der Promotion-Postkarte ist ein Zitat der Menschenrechtlerin Amy Goodman abgedruckt, das genauso gut dem sprechenden Heartfield-Mund hätte zugewiesen werden können: „Go to where the silence is and say something.“ Dünner als gewohnt fiel das Booklet aus, da auf den Abdruck der Texte verzichtet und sich auf kurze Bezugnahmen, also Erklärungen, beschränkt wurde. Die ausführlichen Credits nehmen die letzte Innenseite ein.

## Rezeption
Das Album wurde unterschiedlich bewertet, tendenziell als durchschnittlich bis gut, von angloamerikanischen Rezensenten jedoch positiver als von deutschen. (Die englischsprachigen Auszüge sind übersetzt.)

### Positive Kritiken
In der Frankfurter Rundschau bekam das Album 3 CD-Symbole, was für „grandios“ steht. „Mit Readymades wird die Maxime, nach der Pop das Vehikel zum Verbreiten politischer Botschaften ist, aufgelöst. Musikalisch ist das ein guter Schritt […]. Readymades ist voller Songs, die sich erst beim zweiten und dritten Zuhören erschließen. Sanfte House-Beats und Drum-Computer bestimmen den Sound. […] Textlich passt die verinnerlichte Intellektualität, die die alten griffigen Slogans abgelöst hat, hervorragend zu den entspannten und nachdenklicheren Stücken.“
Für „eingängige Popmelodien, traumhafte Breakbeats, glatte Harmonien und anklagenden Gesang“ gab Ian Cranna vom Q Magazine 4 von 5 möglichen Sternen.
Ein „B+“ erhielt Readymades von Alex Steininger, der für inmusicwetrust.com schrieb: „Wechselnd zwischen männlichen und weiblichen Vocals, entwirft die Band ein austariertes Gleichgewicht zwischen eingängigem Pop und wunderschönen Melodien, mit üppiger Instrumentierung und einem Gespür dafür, Songs hervorzubringen, die gut produziert wurden, während sie ihre eigene Identität beibehalten. […] [Sie] sind warm, dynamisch und lebendig und in der Lage, dich innerhalb einer Minute aus den Latschen zu kippen und dich endgültig niederzustrecken, wenn du den nächsten mitsingst.“
Readymades sei „mit Abstand Chumbawambas bester Output“, meinte der Barcodezine-Rezensent. Es enthalte „perfektes reizvolles Songwriting“, das „Atmosphäre, Tiefe und Charme“ besitze. Und weiter: „Diese Qualitäten mit einer gesunden Portion Selbstironie gemischt, ergeben eine unfassbar süchtig machende Sammlung von Pop Liedern.“ Der politische Zeigefinger sei zwar noch da und für jeden, der sich mit der Sozialkritik auseinandersetzen wolle, biete dieser einen zusätzlichen Anreiz, doch er sei nicht mehr so penetrant. Note: „8,5“.

### Abwägende Kritiken
Michael Gallucci meinte im Allmusic Guide, man solle Tubthumping endlich vergessen und sich dem subtilen Charme der gewieften Pop-Band mit ihren fesselnden Melodien und ihrer ideologischen Effekthascherei hingeben. Er bewertete das Album mit 3 von 5 möglichen Sternen.
Die Tageszeitung kehrte die Treue zum Stilwechsel heraus. Dieser sei „schon immer ihre Methode, sich treu zu bleiben“. „Der aktuelle“, heißt es weiter, „ist zumindest halbradikal zu nennen: Mit entspannt schwingenden Breakbeats, luftigen Samples und getragenen folkigen Melodien hat man sich doch um einiges entfernt vom eigenen Sound der Neunziger, dem eklektizistischen Kontrast aus Dance-Beats und krachenden Gitarren, kitschigen Trompeten und euphorischen Chören.“ Und zum Abschluss fiel noch einmal das Treue-Stichwort: „Man ist melancholischer geworden und vorsichtiger, aber sich treu geblieben.“
Bei der Melancholie setzte laut.de an: „Heuer dominieren […] wehmütige Popklänge im New Age-Gewand. Die vordergründig harmlose Melancholie paart sich geschickt mit antifaschistischen Ansagen und Geschichten über soziale Ungerechtigkeit. Dieser krasse Gegensatz macht einen Großteil der Faszination des Ensembles Chumbawamba aus.“ Am Ende wurde noch kritisch hinzugesetzt: „Stellt sich eigentlich nur die Frage, ob dieses musikalische Klassenkampfkonzept die Welt irgendwie verbessert. Vielleicht sind die wunderschönen zweistimmigen Gesangsharmonien und Klangebenen doch zu drucklos und glatt gebügelt, um die Herzen und Hirne der weltweiten Massen für Revolten und Veränderungen zu animieren. Immerhin: selbst wenn man unempfindlich gegenüber linker Agitation ist, bleibt doch noch ein feines Popalbum übrig.“
Auf 8 von 15 möglichen Punkten kam das Album bei bizzare-radio.de. Die Kombination aus anprangernden Texten und zuckersüßen Melodien wurde als unpassend empfunden, dennoch befänden sich „wirklich schöne Songs auf Readymades – aber mehr auch nicht.“
Trotz harsch artikulierter Enttäuschung über den Erstling nach wiedererlangter Integrität erreichte es bei plattentests.de noch 5 von 10 möglichen Punkten: „Niemand schreit mehr seinen Zorn heraus. Statt dessen wird die Wut und Verzweiflung anderer einfach gesamplet. So sollen alte Folksongs und angestaubte Wehklagen für Atmosphäre sorgen, ersticken aber leider meist unter Bergen von angekitschter Elektronik und gähnenden Standard-Beats von vorgestern.“ Jacob’s Ladder ist von der Kritik ausgenommen, denn es sei „ein wahrer Volltreffer“.
Modernrock.com stellte fest, dass die Bandkonstante das musikalisch Unkonventionelle sei. Dessen ungeachtet sei die hier dargebotene Kombination modern und zugänglich und zugleich subversiv. Die nicht überschwängliche, aber wohlwollende Kritik ist ohne Endnote.

### Negative Kritiken
„Die Divergenz zwischen vorgeblich revolutionärem Inhalt und der erwiesenermaßen erzreaktionären musikalischen Gestalt ist unauflösbar. Da hilft es auch nicht, dass Chumbawamba neuerdings zu den bekannt grausig programmierten „Magix-Musicmaker“-Beats im Ruralen rummachen und sich angelsächsischer Folklore bemächtigen“, schrieb Boris Fust im Intro.
Visions beendete seinen Abgesang auf Chumbawamba mit den Sätzen: „Bemerkenswert belanglose Pop-Liedchen reihen sich hier aneinander, getragen von wattierten Beats und überzogen mit sphärischen Melodien und esoterisch verquasten Gesängen. Das ist – man möchte es kaum glauben – noch langweiliger als Mobys 18, und das Argument, man schlage den Mainstream mit seinen eigenen Waffen, indem man ihn im Pop-Gewand mit anarchistischen Ideen infiltriert, hat sich für Chumbawamba nun auch langsam mal erledigt. Hier sind die Nägel, da der Sarg, dort der Hammer. Tack, tack, tack.“ Es wurden 3 von 12 möglichen Punkten vergeben.